# Reykhólahreppur
Die Landgemeinde Reykhólar (isl. Reykhólahreppur, isl. Reykhólar „rauchende Hügel“) liegt im Süden der Region Vestfirðir im Nordwesten Islands.
Am 1. Januar 2023 hatte die Gemeinde 242 Einwohner, davon lebten 114 im Hauptort Reykhólar.

## Geografie
Das Gemeindegebiet liegt am Breiðafjörður und wird von West nach Ost von dessen Ausläufern, den Fjorden Kjálkafjörður, Kerlingarfjörður, Skálmarfjörður, Kvígindisfjörður, Kollafjörður, Djúpifjörður, Þorskafjörður, Berufjörður, Króksfjörður und Gilsfjörður durchschnitten.
Der Hauptort Reykhólar liegt auf der Halbinsel Reykjanes.
Nordöstlich des Ortes liegt der eigenwillige Gebirgszug der Vaðalfjöll.

## Geschichte
Ansiedlungen an der Stelle des heutigen Reykhólar sind seit der Landnahmezeit nachweisbar.
Im Juli 1987 wurden die vier Landgemeinden Geiradalur (isl. Geiradalshreppur), Gufudalur (isl. Gufudalshreppur), Múli (isl. Múlahreppur) und Flatey (isl. Flateyjarhreppur) eingemeindet.

## Einwohnerentwicklung
Der Bevölkerungsrückgang von 1997 bis 2006 betrug 25 %.
| Datum        | Einwohner | Datum         | Einwohner |
| ------------ | --------- | ------------- | --------- |
| 1. Dez. 1997 | 335       | 1. Dez. 2005  | 255       |
| 1. Dez. 2003 | 283       | 1. Dez. 2006: | 251       |
| 1. Dez. 2004 | 260       | 1. Dez. 2007: | 266       |

## Bauwerke
Am Gilsfjörður steht auf dem Hof Garpsdalur die 1934–1935 erbaute, relativ große Garpsdalskirkja mit einem weithin sichtbaren Turm, auf dessen Spitzdach ein Kreuz angebracht ist. In der Kirche wird ein Altargemälde von dem isländischen Maler Brynjólfur Þórðarson (1896–1938) aufbewahrt, und schon vor der Reformation stand auf dem Hof eine Kirche, die der hl. Maria geweiht war.
Die Reykhólakirkja, in der ein von dem dänischen Maler Lövener 1834 geschaffenes Retabel aufbewahrt wird, wurde 1963 erbaut. In der Kirche ist auch der Grabstein des Kreisrichters (Sýslumaður) Magnús Arason (ca. 1599–1655) zu sehen.
Die Holzkirche Staðarkirkja auf dem Hof Staður wurde 1860 in Ost-West-Richtung mit einem Dachreiter und einem Kreuz darauf und einer Grundfläche von 8,18 × 5,02 m auf einem Sockel aus Bruchsteinen erbaut. Sie wurde 1964 renoviert und befindet sich seitdem sich in der Obhut des Isländischen Nationalmuseums. Da es in Island noch mehrere andere Kirchen mit dem Namen „Staðarkirkja“ gibt, ist sie auch unter dem Namen „Staðarkirkja í Reykhólahreppi“ bekannt.
Die seit 1990 denkmalgeschützte Gufudalskirkja auf dem Hof Neðri Gufudalur, ebenfalls eine Holzkirche, wurde 1906–1908 mit einem weithin sichtbaren Turm errichtet und weist eine Länge von 7,60 m und eine Breite von 5,74 m auf. Schon vor der Reformation stand auf dem Hof eine Kirche, die der hl. Maria geweiht war.
Im Nordwesten der Gemeinde liegt der Hof Skálmarnesmúli mit der 1960 erbauten Skálmarnesmúlakirkja, und schon lange vor der Reformation befand sich hier eine Kirche, die dem hl. Laurentius geweiht war und der ausgedehnte Ländereien mit zahlreichen Bauernhöfen gehörten.

## Töchter und Söhne
- Gestur Pálsson (1852–1891), isländischer Schriftsteller und Journalist